# Eulasia bombyliformis athenae
Eulasia bombyliformis athenae es una subespecie de coleóptero de la familia Glaphyridae.

## Distribución geográfica
Habita en Grecia.